# كارلو رانتانن
كارلو رانتانن (بالفنلندية: Kaarlo Rantanen)‏ هو لاعب كرة قدم فنلندي في مركز الوسط، ولد في 14 ديسمبر 1988 في تامبيري في فنلندا. لعب مع نادي إلفيس ونادي كوسيسي ونادي لاهتي ونادي نوم كاليو.

## وصلات خارجية
- كارلو رانتانن على موقع اتحاد إستونيا (الإنجليزية)
- كارلو رانتانن على موقع قاعدة بيانات كرة القدم.إي يو (الإنجليزية)
- كارلو رانتانن على موقع Soccerway.com (الإنجليزية)
- كارلو رانتانن على موقع عالم كرة القدم.نت (الإنجليزية)